# إيغومنيتسا
إيغومنيتسا: (باليونانية:Ηγουμενίτσα)، (بالإنجليزية: Igoumenitsa)، مدينة يونانية تقع في شمال غرب البلاد، وهي عاصمة مقاطعة ثيسبروتيا التابعة لمنطقة إبيروس الإدارية.

## الموقع والسكان
تقع المدينة على ساحل البحر الأيوني ضمن جون صغير على الساحل الشمالي الغربي للأراضي اليونانية، وهي مبنية بين التلال المحيطة بالبحر والساحل.
تبعد مسافة 16 كيلومتر فقط عن الحدود الألبانية. بينما تبعد مسافة 545 كيلومتر عن أثينا.
يبلغ عدد سكان المدينة حوالي 15 ألف نسمة.

## التاريخ
إن مدينة إيغومنيتسا الحالية مبنية فوق مدينة قديمة عرفت باسم تيتاني (Titani)، والتي كانت واحدة من أهم مدن مملكة ثيسبروتيس (Thesprotis) خلال القرن الرابع قيل الميلاد. انضمت هذه المدينة لاحقاً إلى الاتحاد الإبيروسي.
دمرت المدينة من قبل الرومان عام 167 ق.م. ومنذ ذلك الحين فقدت أهميتها وغاب ذكرها في التاريخ. أثناء فترة الحكم العثماني لليونان كانت عبارة عن قرية صيادي أسماك باسم غرافا (Grava). استمرت على هذا الحال حتى عام 1936 تاريخ إنشاء إيغومنيتسا الفعلي وجعلها قاعدة لمقاطعة ثيسبروتيا.

## متفرقات
- من أهم معالم المدينة هي ما تبقى من أثار في التلال المحيطة بها وهي: - بقايا معبد يعود للفترة المسيحية المبكرة، - حصن صغير يعود للفترة البيزنطية، - أكروبول المدينة القديمة وتوجد ضمنه مسرح صغير، وبرج شبه دائري.
- تعتبر إيغومنيتسا أول مرفأ في اليونان من حيث حركة السفن السياحية، وثاني ميناء في غرب اليونان بعد باتراس، ويعود هذا الأمر لقربها من الأراضي الإيطالية حيث أنه يوجد بين إيغومنيتسا وميناء برينديزي في إيطاليا حركة بحرية كثيفة.
- يبدأ من المدينة طريق إغناتيا الجديد الذي يتم بناءه حالياً على مسار طريق إغناتيا التاريخ والذي كان يربط روما بالقسطنطينية.
- توجد في المدينة بعض أقسام المعهد التقني العالي الإبيروسي.
- يعتمد اقتصاد المدينة على النقل البحري وما يتبعه من نشاطات.

## توأمة
لإيغومنيتسا اتفاقيات توأمة مع كل من:
- سارنده
- فلبرت

## معرض صور

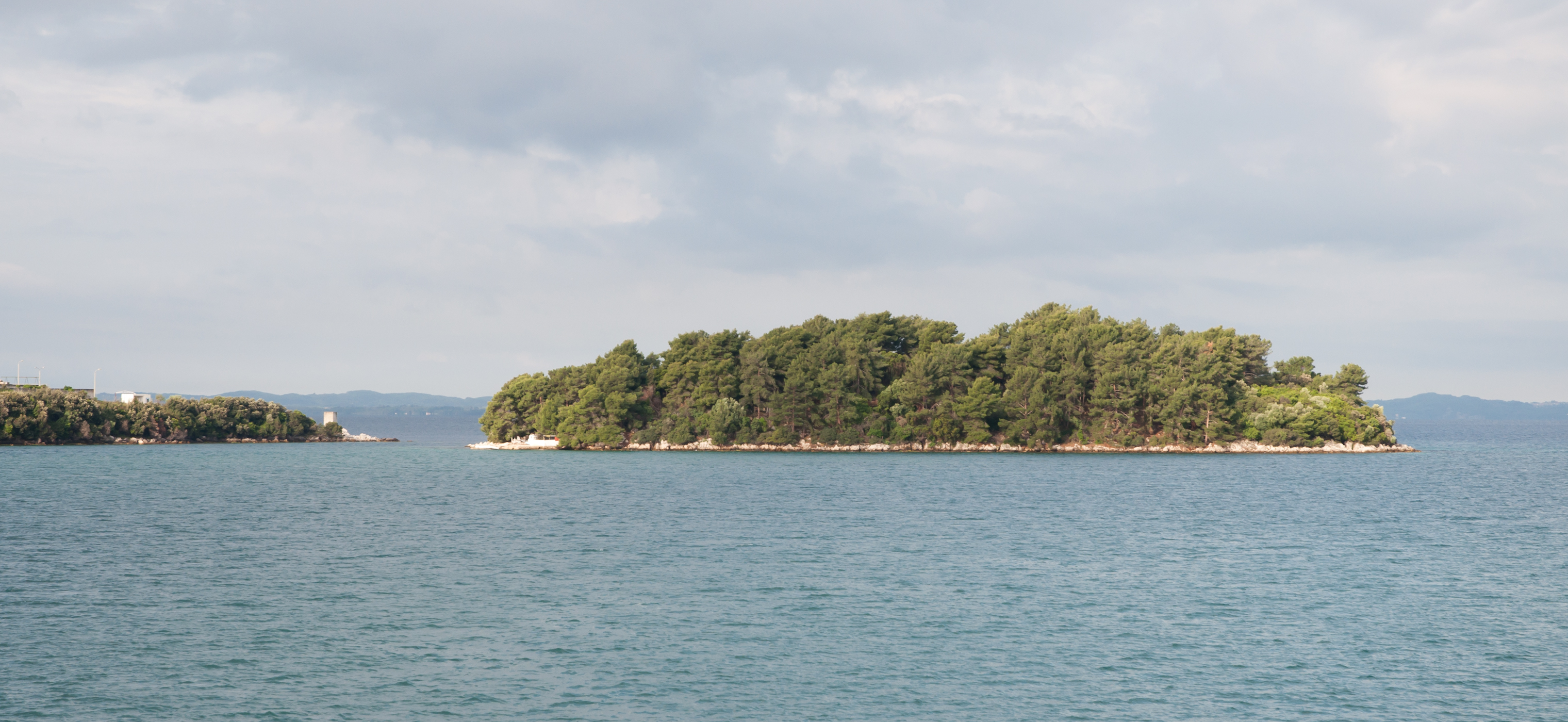
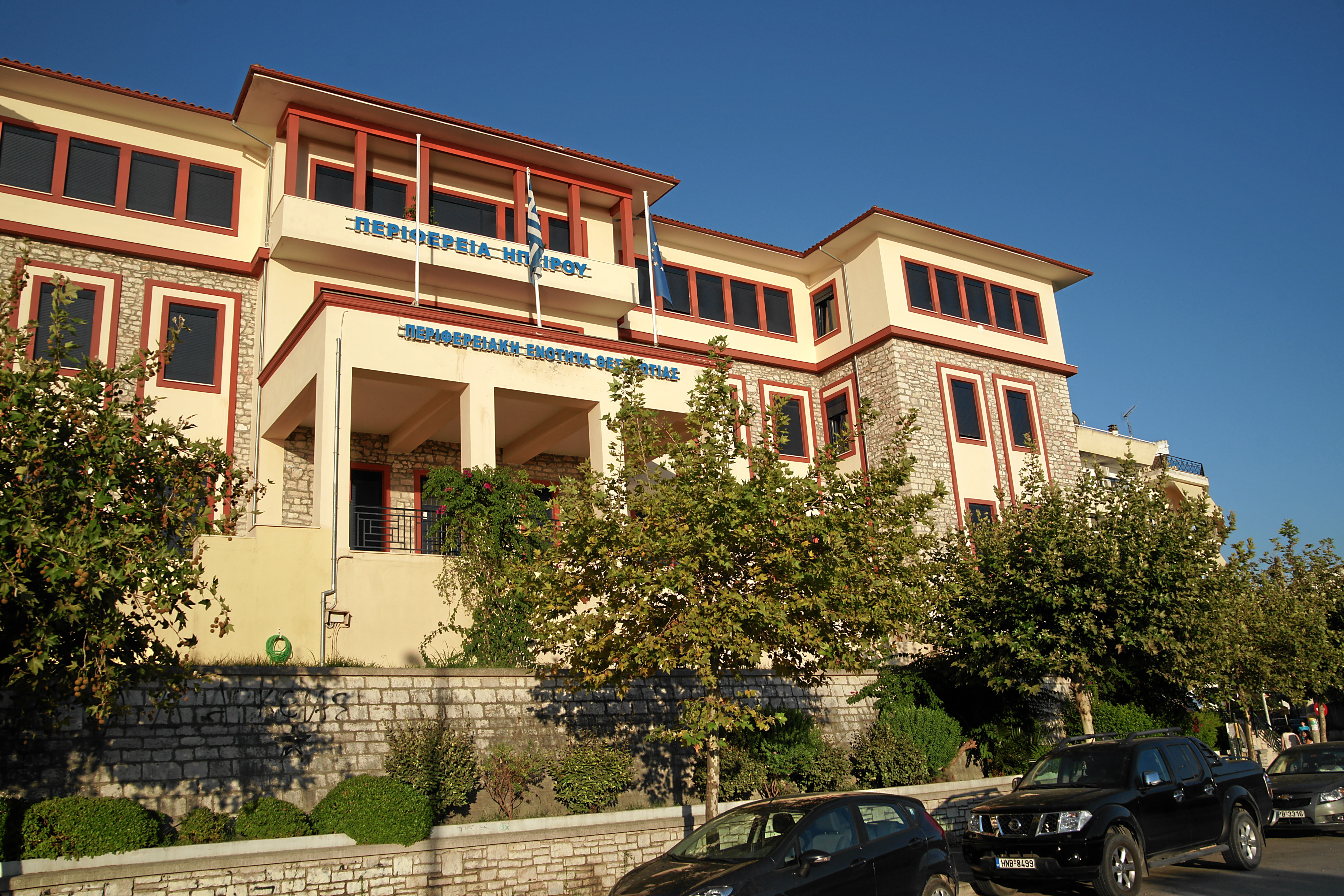
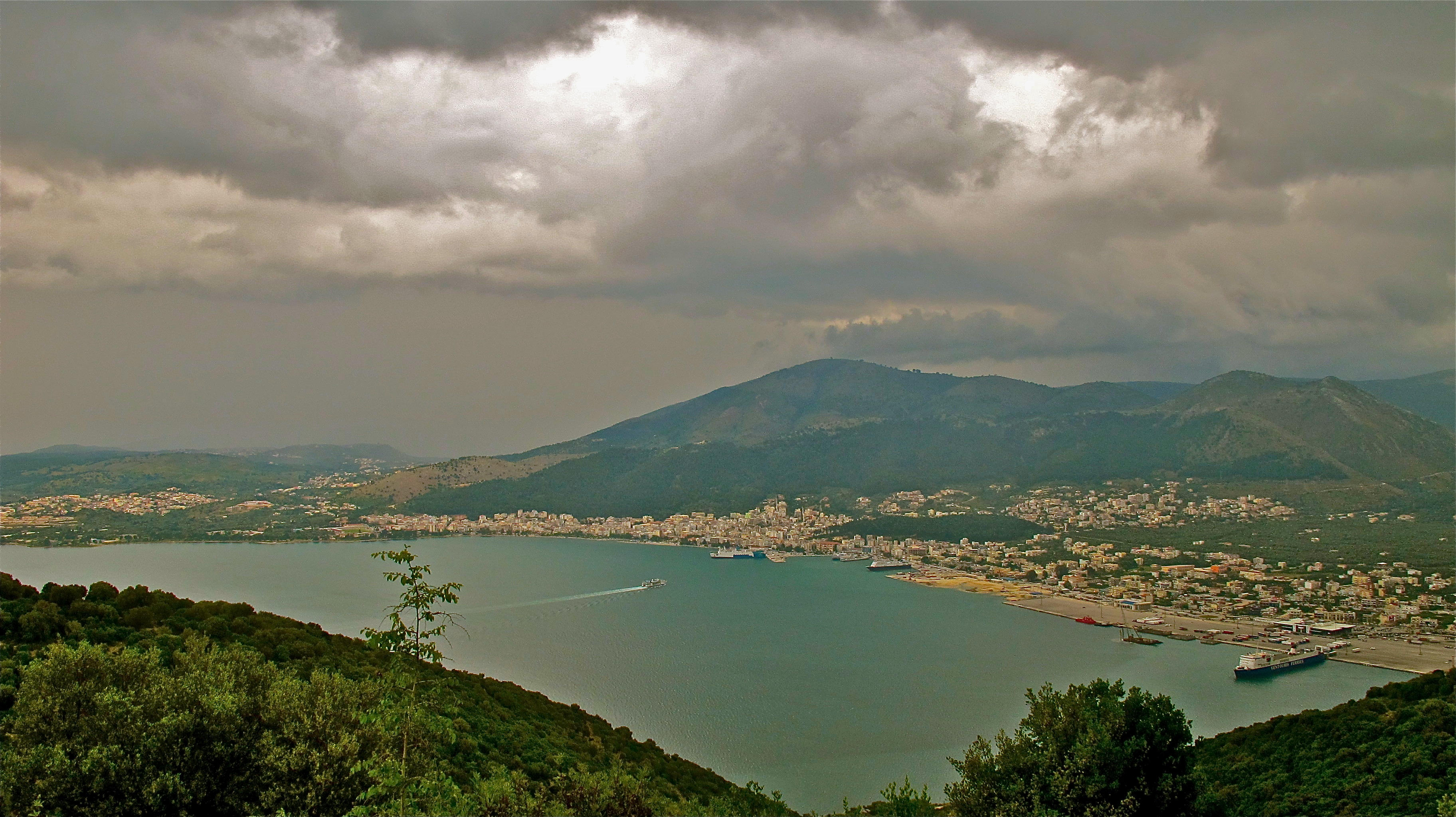
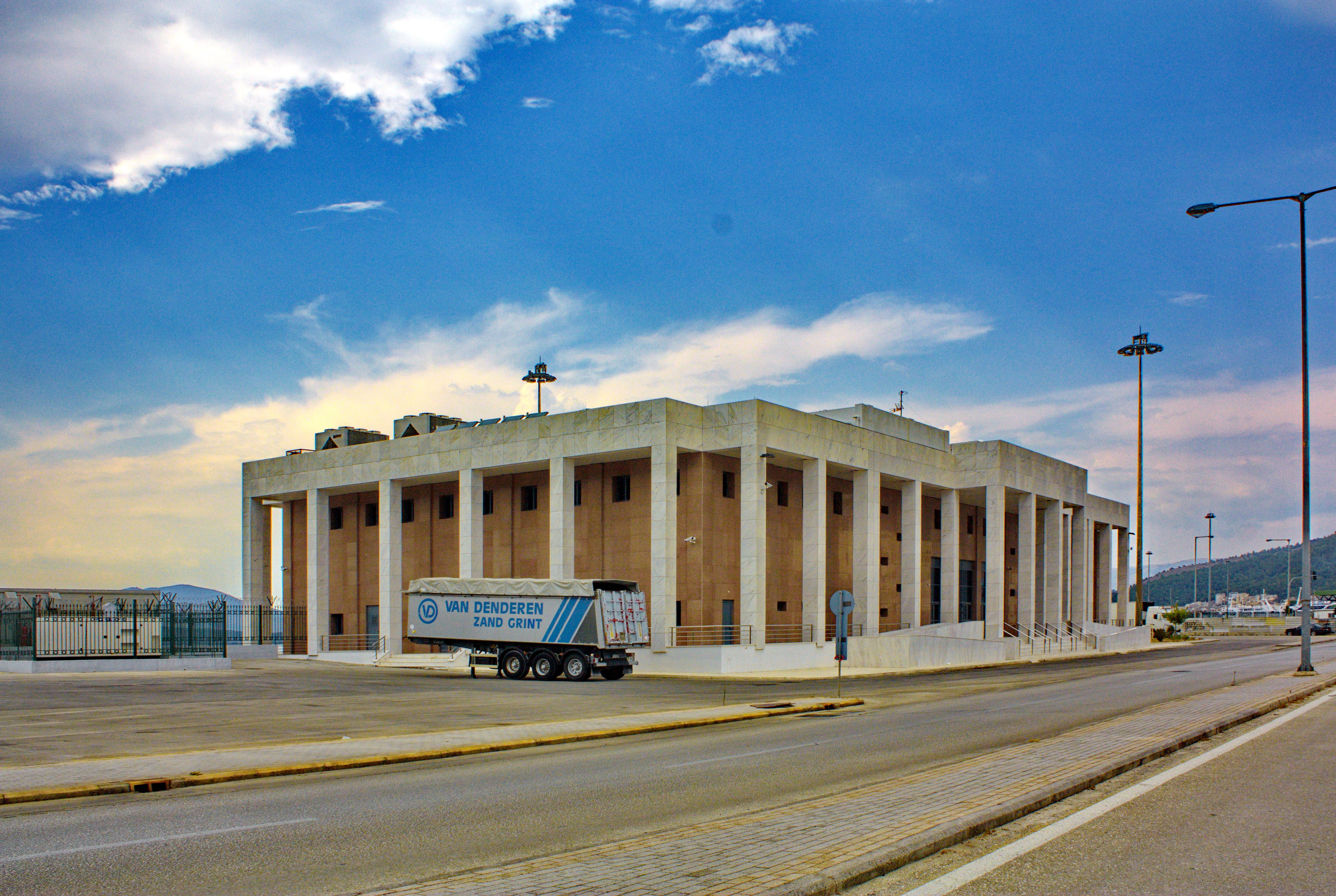